# Atletica leggera ai Giochi della XXVIII Olimpiade - Lancio del disco maschile

Video della Finale (Virgilijus Alekna)

Video della Finale (Zoltan Kovago)

Video della Finale (Aleksander Tammert)

Il lancio del disco ha fatto parte del programma di atletica leggera maschile ai Giochi della XXVIII Olimpiade. La competizione si è svolta nei giorni 21 e 23 agosto 2004 allo Stadio Olimpico di Atene. Vi hanno preso parte 39 atleti.

## Presenze ed assenze dei campioni in carica
| Competizione         | Atleta            | Prestazione | Atene 2004 |
| -------------------- | ----------------- | ----------- | ---------- |
| Olimpiadi 2000       | Virgilijus Alekna | 69,30 m     | Presente   |
| Commonwealth 2002    | Frantz Kruger     | 66,39 m     | Presente   |
| Europei 2002         | Róbert Fazekas    | 68,83 m     | Presente   |
| Coppa del mondo 2002 | Róbert Fazekas    | 71,25 m     | Presente   |
| Asiatici 2002        | Wu Tao            | 60,76 m     | Presente   |
| Panamericani 2003    | Jason Tunks       | 63,70 m     | Presente   |
| Africani 2003        | Omar El Ghazali   | 63,61 m     | Presente   |
| Mondiali 2003        | Virgilijus Alekna | 69,69 m     | Presente   |
|                      |                   |             |            |
| Mondiali junior 2000 | Hannes Hopley     | 59,51 m     | Presente   |

1. ↑  Sotto la bandiera dell'Ungheria.
2. ↑  L'attrezzo pesa 1,75 kg.

## La gara
Qualificazioni: Quattro atleti ottengono la misura richiesta (miglior lancio: 68,10 di Robert Fazekas). Ad essi vengono aggiunti gli 8 migliori lanci.
Finale: Virgilijus Alekna apre le ostilità con un eccezionale 69,89, ben 49 cm meglio del vecchio record olimpico. Ma Robert Fazekas fa ancora meglio di lui con un sorprendente 70,93 al secondo turno. Cercando a tutti i costi di sopravanzare il rivale, Alekna forza l'azione ed incappa in tre nulli consecutivi. Al quinto turno esce un lancio buono, ma è "solo" 69,49. 

Lars Riedel (cinque titoli mondiali ed un oro olimpico) si ritira a metà gara per il riacutizzarsi di un dolore alla coscia.

Poco prima della cerimonia del podio Fazekas viene squalificato per doping e la vittoria va ad Alekna.

## Risultati

### Qualificazioni
Si qualificano per la finale i concorrenti che ottengono una misura di almeno 64,50 m; in mancanza di 12 qualificati, accedono alla finale i concorrenti con le 12 migliori misure.
| Posizione | Gruppo | Atleta                | Nazione       | 1ª prova | 2ª prova | 3ª prova | Misura | Note |
| --------- | ------ | --------------------- | ------------- | -------- | -------- | -------- | ------ | ---- |
| 1         | B      | Róbert Fazekas        | Ungheria      | 63,88    | 68,10    | —        | 68,10  | Q    |
| 2         | A      | Virgilijus Alekna     | Lituania      | —        | 63,80    | 67,79    | 67,79  | Q    |
| 3         | A      | Aleksander Tammert    | Estonia       | 65,70    | —        | —        | 65,70  | Q    |
| 4         | B      | Lars Riedel           | Germania      | 64,20    | —        | —        | 64,20  | Q    |
| 5         | A      | Hannes Hopley         | Sudafrica     | 62,71    | 62,50    | 63,89    | 63,89  | q    |
| 6         | A      | Gábor Máté            | Ungheria      | 57,40    | 62,43    | 63,41    | 63,41  | q    |
| 7         | A      | Torsten Schmidt       | Germania      | 56,86    | 60,63    | 63,40    | 63,40  | q    |
| 8         | B      | Casey Malone          | Stati Uniti   | 59,99    | 63,27    | 61,83    | 63,27  | q    |
| 9         | B      | Vasil' Kapcjuch       | Bielorussia   | 63,04    | —        | 62,93    | 63,04  | q    |
| 10        | B      | Frantz Kruger         | Sudafrica     | 60,91    | 62,32    | —        | 62,32  | q    |
| 11        | A      | Libor Malina          | Rep. Ceca     | 60,54    | —        | 62,12    | 62,12  | q    |
| 12        | B      | Zoltán Kővágó         | Ungheria      | —        | 61,91    | 60,77    | 61,91  | q    |
| 13        | B      | Mario Pestano         | Spagna        | —        | —        | 61,69    | 61,69  |      |
| 14        | A      | Jarred Rome           | Stati Uniti   | 59,35    | —        | 61,55    | 61,55  |      |
| 15        | B      | Vikas Gowda           | India         | 61,35    | 61,39    | 59,87    | 61,39  |      |
| 16        | A      | Jason Tunks           | Canada        | 61,21    | 60,02    | 60,34    | 61,21  |      |
| 17        | B      | Rutger Smith          | Paesi Bassi   | —        | 61,11    | —        | 61,11  |      |
| 18        | A      | Frank Casañas         | Cuba          | 60,15    | 60,60    | 57,27    | 60,60  |      |
| 19        | B      | Wu Tao                | Cina          | 48,96    | —        | 60,60    | 60,60  |      |
| 20        | A      | Gerd Kanter           | Estonia       | —        | 60,05    | —        | 60,05  |      |
| 21        | B      | Michael Möllenbeck    | Germania      | 56,42    | 59,79    | —        | 59,79  |      |
| 22        | A      | Ian Waltz             | Stati Uniti   | 58,97    | 58,55    | 57,52    | 58,97  |      |
| 23        | B      | Savvas Panavoglou     | Grecia        | 57,26    | 58,47    | 57,62    | 58,47  |      |
| 24        | B      | Aljaksandar Malašėvič | Bielorussia   | —        | 57,67    | 58,45    | 58,45  |      |
| 25        | A      | Emeka Udechuku        | Gran Bretagna | —        | 58,41    | 55,79    | 58,41  |      |
| 26        | B      | Aleksandr Boričevskij | Russia        | 58,12    | 58,19    | 57,86    | 58,19  |      |
| 27        | B      | Ercüment Olgundeniz   | Turchia       | 57,13    | 58,17    | —        | 58,17  |      |
| 28        | A      | Leanid Čaraŭko        | Bielorussia   | 57,98    | —        | 57,89    | 57,98  |      |
| 29        | B      | Abbas Samimi          | Iran          | 57,57    | —        | 56,24    | 57,57  |      |
| 30        | B      | Lois Maikel Martínez  | Cuba          | 57,18    | 57,10    | —        | 57,18  |      |
| 31        | B      | Igor Primc            | Slovenia      | 55,70    | 56,33    | 55,43    | 56,33  |      |
| 32        | A      | Marcelo Pugliese      | Argentina     | —        | 56,06    | 54,45    | 56,06  |      |
| 33        | A      | Vadim Hranovschi      | Moldavia      | 53,77    | 52,30    | 55,64    | 55,64  |      |
| 34        | B      | Omar Ahmed El Ghazaly | Egitto        | —        | 55,53    | 55,27    | 55,53  |      |
| 35        | A      | Dragan Mustapić       | Croazia       | 54,66    | —        | —        | 54,66  |      |
| 36        | A      | Jaroslav Žitňanský    | Slovacchia    | 53,30    | —        | 51,87    | 53,30  |      |
| 37        | B      | Shaka Sola            | Samoa         | 50,36    | 51,10    | 50,97    | 51,10  |      |
| —         | A      | Anil Kumar            | India         | —        | —        | —        | nm     |      |
| —         | A      | Dmitrij Ševčenko      | Russia        | —        | —        | —        | nm     |      |

### Finale
Stadio olimpico, lunedì 23 agosto, ore 20:20.

I migliori 8 classificati dopo i primi tre lanci accedono ai tre lanci di finale.
| Pos     | Atleta             | Paese       | 1ª prova | 2ª prova | 3ª prova | 4ª prova | 5ª prova | 6ª prova | Misura | Note            |
| ------- | ------------------ | ----------- | -------- | -------- | -------- | -------- | -------- | -------- | ------ | --------------- |
| Oro     | Virgilijus Alekna  | Lituania    | 69,89    | x        | x        | x        | 69,49    | x        | 69,89  | Record olimpico |
| Argento | Zoltán Kővágó      | Ungheria    | 57,31    | 66,40    | 66,03    | 67,04    | 58,25    | x        | 67,04  |                 |
| Bronzo  | Aleksander Tammert | Estonia     | 66,66    | x        | 64,28    | 63,95    | 64,04    | x        | 66,66  |                 |
| 4       | Vasili Kaptyukh    | Bielorussia | 65,10    | 59,82    | 62,88    | 63,44    | 64,89    | 63,63    | 65,10  |                 |
| 5       | Frantz Kruger      | Sudafrica   | 64,34    | x        | 61,01    | 62,53    | x        | 60,73    | 64,34  |                 |
| 6       | Casey Malone       | Stati Uniti | 62,80    | 60,34    | x        | 64,33    | 62,73    | 63,65    | 64,33  |                 |
| 7       | Lars Riedel        | Germania    | x        | 62,80    | x        | -        | -        | -        | 62,80  |                 |
| 8       | Hannes Hopley      | Sudafrica   | 60,18    | 61,99    | 62,58    |          |          |          | 62,58  |                 |
| 9       | Torsten Schmidt    | Germania    | x        | 61,18    | 61,10    |          |          |          | 61,18  |                 |
| 10      | Libor Malina       | Rep. Ceca   | 57,39    | x        | 58,78    |          |          |          | 58,78  |                 |
| 11      | Gábor Máté         | Ungheria    | 57,02    | x        | 57,84    |          |          |          | 57,84  |                 |
| -       | Róbert Fazekas     | Ungheria    | 66,39    | 70,93    | 69,35    | 68,92    | 67,64    | -        | dq     |                 |

Legenda:
- X = Lancio nullo;
- RO = Record olimpico;
- RN = Record nazionale;
- RP = Record personale;
- PS = Personale stagionale;
- NM = Nessun lancio valido;
- NE = Non è sceso in pedana.
- DSQ = Squalificato.